# Chytriomyces aureus
Chytriomyces aureus är en svampart som beskrevs av Karling 1945. Chytriomyces aureus ingår i släktet Chytriomyces och familjen Chytridiaceae.   Inga underarter finns listade i Catalogue of Life.